# Diego Amozurrutia
Diego Amozurrutia (Cidade do México, 31 de agosto de 1990) é um ator e modelo mexicano.